# Vacuum preloading
Con il termine inglese vacuum preloading, in italiano drenaggio con pompe a vuoto, si indica una tecnica di consolidamento del terreno che agisce direttamente sullo stato del terreno stesso.
Tale tecnica si basa sulla realizzazione, nel terreno da consolidare, di un sistema drenante superficiale e profondo, isolato superiormente con una copertura impermeabile all'aria, all'interno del quale si applica una depressione.
Tale depressione innesca un fenomeno di consolidamento concettualmente equivalente a quello causato dall'applicazione di un tradizionale precarico.